# Morašický potok (přítok Labe)
Morašický potok je malý vodní tok v okrese Pardubice.

## Průběh toku
Pramení ve Chvaletické pahorkatině, podcelku Železných hor, v lesích jižně od obce Morašice u silnice na Svobodnou Ves v malém jezírku. Teče lesem nejprve severovýchodním a posléze severozápadním směrem a napájí několik lesních rybníků. Protéká morašickou oborou a poté samotnou obcí Morašice, kde napájí návesní rybníček. Pod ním je v délce asi 100 metrů zatrubněn. Pokračuje dále severozápadním směrem k obci Zdechovice, protéká rybníkem Ovčín. Protéká východně od centra obce, podtéká silnici I/2 a vtéká do areálu Zdechovického zámku, kde napájí malý rybníček. Po jeho opuštění vtéká do rybníka Pazderna v jehož vodách přijímá Červený potok. Pod Pazdernou napájí i Černý rybník a teče k severu, podtéká Silnice II/322 a železniční trať Praha – Česká Třebová a vtéká do obce Trnávka. Zde napájí místní rybník. Severně od ní těsně před soutokem s Labem přijímá zleva bezejmennou vodoteč přivádějící vodu z čistírny odpadních vod chvaletické elektrárny a zleva se vlévá do Labe u čerpací stanice vody téže elektrárny.